# Облачный столп (Библия)

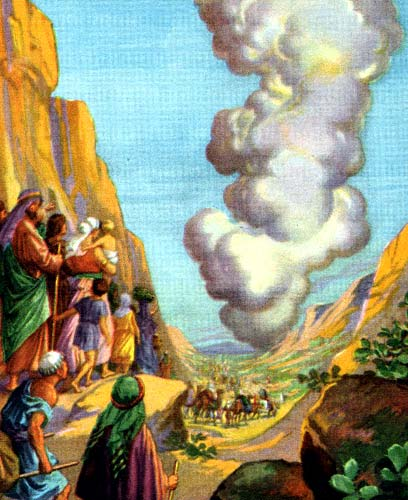
Облачный столп на старинной открытке изд. «Providence Lithograph Company»

Облачный столп (др.-евр. עמוד ענן‬) — в библейском ветхозаветном повествовании форма дневного явления Бога (или Его Ангела) при исходе евреев из Египта. В ночное время явление происходило в виде огненного столпа.
Явление Бога в облаке часто встречается в Библии (Быт. 15:17; Неем. 9:12 и дальше; Лев. 16:2). Пророк Исаия видел славу Божию в храме, наполненном дымом, или светлым облаком. Облако, взятое иносказательно, выражает и величие Божие: «Се грядет с облаками», говорит Иоанн Богослов (Откр. 1:7).

## Ветхозаветный рассказ
Библия рассказывает исход евреев из Египта и что, когда египтяне настигли евреев на берегу Красного моря, то Божий ангел в виде облачного столпа стал позади евреев, поэтому в их стане было светло всю ночь, а в стане египтян — темно (Исх. 14:19).
При вступлении евреев в пустыню, начиная со стоянки Этам, Бог (или Его Ангел) шествовал пред ними днём в виде облачного столпа (столба), a ночью в виде огненного, «чтобы указывать им путь днём и ночью» (Исх. 13:21, 22; Исх. 14:19).
При Откровении Божьем на Синае на гору опустилось «густое облако», и гора Синай дымилась, потому что «Господь сошёл на нее в огне» (Исх. 19:16; ср. Втор. 4:11).
Когда скиния была освящена, облако покрыло её и слава Божия наполнила её, так что даже Моисей не мог в неё войти (Исх. 40:33—35). С тех пор облако Божие, светившее ночью, как огонь, находилось над скинией (Исх. 40:38); оно показывало народу, когда следовало остановиться, когда выступить в путь (Чис. 9:15—22; Чис. 10:11).
Столп облачный спускался y входа в скинию, когда Моисей отправлялся в святилище для получения Божественного Откровения; весь народ видел этот облачный столб y входа скинии и падал ниц (Исх. 33:8—10).
Бог явился в столбе облачном Моисею, Аарону и Мириам по поводу оскорбления, нанесённого Моисею двумя последними (Чис. 12:5—10).
Перед смертью Моисея Бог явился Моисею и Иошуе в облачном столпе, ставшем y входа скинии (Втор. 31:14—15).
Явление повторилось при освящении Соломонова храма: когда ковчег Завета был поставлен в «святая святых» храма и священники оттуда удалились, облако наполнило дом Божий, так что священники временно не могли совершать богослужения (3Цар. 8:10, 11; 2Пар. 5:14).
С тех пор только в видениях пророков говорится ο явлении Бога в облаке или огне. Так, пророк Исаия получает первое пророческое вдохновение в храме, наполненном «дымом», в котором он видит явление Божие. Пророк Иезекиил также видел великое облако и созерцал славу Божию (Иез. 1:4—5).

### Пророчество
Пророк Исаия предсказывал для мессианского времени, что Бог сотворит над горой Сионом облако, которое будет покоиться там днём, и дым и лучезарный пылающий огонь, которые будут там ночью (Ис. 4:5).